# Rhypotoses nigrifascia
Rhypotoses nigrifascia är en fjärilsart som beskrevs av Talbot 1926. Rhypotoses nigrifascia ingår i släktet Rhypotoses och familjen tofsspinnare. Inga underarter finns listade.